# San Giovanni Bosco
San Giovanni Bosco är en församlingskyrka, titeldiakonia och mindre basilika i Rom, helgad åt den helige Giovanni Bosco. Kyrkan, som konsekrerades år 1959, är belägen vid Viale Marco Fulvio Nobiliore i stadsdelen (quartiere) Don Bosco i sydöstra Rom. Till församlingen hör även Cappella Santa Maria Ausiliatrice.
Församlingen förestås av Don Boscos salesianer.
Kyrkan uppfördes åren 1953–1958 efter ritningar av arkitekten Gaetano Rapisardi. Kyrkans kupol har en diameter på 31 meter.

## Diakonia
Kyrkan är sedan år 1965 titeldiakonia med namnet San Giovanni Bosco in Via Tuscolana.
Kardinaldiakoner
- Federico Callori di Vignale: 1965–1971
- Štěpán Trochta, pro illa vice titelkyrka: 1973–1974
- Bolesław Filipiak: 1976–1978
- Egano Righi-Lambertini: 1979–1990
- Virgilio Noè: 1991–2002
- Stephen Fumio Hamao: 2003–2007
- Robert Sarah: 2010–